# Aname tepperi
Aname tepperi är en spindelart som först beskrevs av Henry Roughton Hogg 1902.  Aname tepperi ingår i släktet Aname och familjen Nemesiidae. Inga underarter finns listade i Catalogue of Life.